# Harwood (Missouri)
Pour les articles homonymes, voir Harwood.
Harwood est un village situé au nord-est du comté de Vernon, dans le Missouri, aux États-Unis,. Il est incorporé en 1822.

## Démographie
Lors du recensement de 2010, le village comptait une population de 47 habitants. Elle est estimée, en 2016, à 46 habitants.

### Source de la traduction
- (en) Cet article est partiellement ou en totalité issu de l’article de Wikipédia en anglais intitulé « Harwood, Missouri » (voir la liste des auteurs).